# Táticas em tempo real
Táticas em tempo real ou TTR (do inglês Real Time Tactics ou RTT) é um gênero de jogos eletrônicos com o foco em batalhas, sem necessariamente o controle direto de uma civilização, que é bastante presente em jogos de RTS.
Esse gênero se tornou mais popular em jogos modernos e cresce a cada ano com os avanços na indústria de jogos.

## Características
Em jogos de táticas em tempo real há o comando de um exército para batalhar com outro, normalmente sem a necessidade direta de coletar recursos ou de construir estruturas. Assim esse tipo de jogo pode ter, ou não, trabalho em equipe (modo cooperativo), e também algum outro sistema fora do campo de batalha.

### Unidades
As unidades nesse tipo de jogo são criadas a partir de recursos mais simples como pontos ou dinheiro, que geralmente são ganhados pela destruição de unidades ou então por cumprir algum objetivo específico. Geralmente o relacionamento entre as unidades baseia-se no conceito do jogo pedra-papel-tesoura, onde as unidades tem vantagens e desvantagens cíclicas sobre outras.
Os níveis de poder das unidades desse gênero podem ser baseadas matematicamente ou não, calculando atributos como ataque ou defesa, por exemplo.

### Sistema Multiplayer
O sistema multiplayer de um TTR pode ser baseado em trabalho em equipe com os jogadores de cada lado.

## Exemplos de jogos
- Total War: A série Total War inteira emprega a jogabilidade tática em tempo real nos combates de seus jogos.
- Commandos: Os jogos da série Commandos também fazem uso desse tipo de jogabilidade.
- Desperados: Wanted Dead or Alive
- Men of War
- Shadow Tactics: Blades of the Shogun
- Syndicate (jogo eletrônico de 1993)